# Società Polisportiva Ars et Labor 1973-1974
Questa voce raccoglie le informazioni riguardanti la Società Polisportiva Ars et Labor nelle competizioni ufficiali della stagione 1973-1974.

## Stagione
Il ritorno in Serie B è affrontato con la logica conferma di  Mario Caciagli e del gruppo di giocatori che ha conquistato la promozione, il solo innesto tra i titolari è quello dello stopper Giovanni Colzato. In campionato la SPAL parte lentamente, poi decolla inanellando tredici risultati utili consecutivi che la portano a duellare nelle zone nobili della classifica. Da marzo il rendimento dei biancazzurri torna a farsi altalenante, ma il campionato viene condotto in porto senza patimenti con l'ottavo posto finale.
L'attacco risente del salto di categoria: Franco Pezzato con 9 reti in campionato è il più prolifico (con anche 4 gol in Coppa Italia), seguito da Faustino Goffi con 5 centri. Chi fa faville è la giovane ala destra toscana Ferdinando Donati, autore di 4 gol in campionato e 1 in Coppa Italia, che al termine della stagione passerà in Serie A alla Ternana. Il torneo è stato vinto da Ascoli e Varese a pari merito con 51 punti, uno più della Ternana che salirà anch'essa di categoria.

## Rosa
| N. |                   | Ruolo | Calciatore         |
| -- | ----------------- | ----- | ------------------ |
|    | Italia (bandiera) | D     | Giulio Boldrini    |
|    | Italia (bandiera) | D     | Enrico Cairoli     |
|    | Italia (bandiera) | D     | Giovanni Colzato   |
|    | Italia (bandiera) | D     | Eliseo Croci       |
|    | Italia (bandiera) | A     | Ferdinando Donati  |
|    | Italia (bandiera) | C     | Giuliano Farinelli |
|    | Italia (bandiera) | P     | Franco Fattori     |
|    | Italia (bandiera) | A     | Giorgio Gambin     |
|    | Italia (bandiera) | A     | Faustino Goffi     |
|    | Italia (bandiera) | D     | Franco Lievore     |

| N. |                   | Ruolo | Calciatore         |
| -- | ----------------- | ----- | ------------------ |
|    | Italia (bandiera) | P     | Roberto Marconcini |
|    | Italia (bandiera) | C     | Lucio Mongardi     |
|    | Italia (bandiera) | A     | Danilo Pelliccia   |
|    | Italia (bandiera) | A     | Franco Pezzato     |
|    | Italia (bandiera) | A     | Renzo Rebonato     |
|    | Italia (bandiera) | C     | Elio Rinero        |
|    | Italia (bandiera) | C     | Gianfranco Romano  |
|    | Italia (bandiera) | C     | Mauro Rufo         |
|    | Italia (bandiera) | C     | Marco Tartari      |
|    | Italia (bandiera) | D     | Enzo Vecchiè       |

## Risultati

### Serie B

#### Girone di andata
| Arbitro: | Casarin (Milano) |

|           |           |             |
| Goffi 40’ | Marcatori | 64’ La Rosa |

| Arbitro: | Martinelli (Catanzaro) |

|                   |           |                                |
| Spagnolo 18’, 55’ | Marcatori | 3’ Pezzato 75’ (rig.) Mongardi |

| Ferrara 14 ottobre 1973 3ª giornata | SPAL          | 0 – 0 | Parma | Stadio Comunale\| Arbitro: \| Ciulli (Roma) \| |
| Arbitro:                            | Ciulli (Roma) |       |       |                                                |

| Arbitro: | Porcelli (Lodi) |

|                                      |           |  |
| Morello 22’ Perico 46’ Campanini 88’ | Marcatori |  |

| Arbitro: | Picasso (Chiavari) |

|             |           |  |
| Pezzato 76’ | Marcatori |  |

| Taranto 4 novembre 1973 6ª giornata | Taranto             | 0 – 0 | SPAL | Stadio Salinella\| Arbitro: \| Menicucci (Firenze) \| |
| Arbitro:                            | Menicucci (Firenze) |       |      |                                                       |

| Arbitro: | Toselli (Cormons) |

|                     |           |                        |
| Mongardi 40’ (rig.) | Marcatori | 50’ Calloni 71’ Libera |

| Arbitro: | Lazzaroni (Milano) |

|                           |           |  |
| Mongardi 27’ (aut.) Galli | Marcatori |  |

| Como 25 novembre 1973 9ª giornata | Como            | 0 – 0 | SPAL | Stadio Giuseppe Sinigaglia\| Arbitro: \| Serafino (Roma) \| |
| Arbitro:                          | Serafino (Roma) |       |      |                                                             |

| Arbitro: | Branzoni (Pavia) |

|           |           |              |
| Goffi 25’ | Marcatori | 52’ Parolini |

| Reggio Emilia 9 dicembre 1973 11ª giornata | Reggiana             | 0 – 0 | SPAL | Stadio Comunale Mirabello\| Arbitro: \| Busalacchi (Palermo) \| |
| Arbitro:                                   | Busalacchi (Palermo) |       |      |                                                                 |

| Arbitro: | Ciulli (Roma) |

|           |           |  |
| Goffi 11’ | Marcatori |  |

| Arbitro: | Mascali (Desenzano del Garda) |

|             |           |  |
| Pezzato 43’ | Marcatori |  |

| Arbitro: | R. Lattanzi (Roma) |

|  |           |                 |
|  | Marcatori | 43’ (aut.) Rosa |

| Arbitro: | Marino (Taranto) |

|           |           |  |
| Donati 6’ | Marcatori |  |

| Bergamo 13 gennaio 1974 16ª giornata | Atalanta         | 0 – 0 | SPAL | Stadio Comunale\| Arbitro: \| Lenardon (Siena) \| |
| Arbitro:                             | Lenardon (Siena) |       |      |                                                   |

| Arbitro: | Schena (Foggia) |

|             |           |          |
| Pezzato 24’ | Marcatori | 32’ Fara |

| Arbitro: | Turiano (Reggio Calabria) |

|  |           |           |
|  | Marcatori | 31’ Goffi |

| Arbitro: | Porcelli (Lodi) |

|            |           |  |
| Donati 54’ | Marcatori |  |

#### Girone di ritorno
| Arbitro: | Moretto (San Donà di Piave) |

|                         |           |                     |
| La Rosa 24’ Barbana 65’ | Marcatori | 4’ Rufo 30’ Pezzato |

| Ferrara 17 febbraio 1974 21ª giornata | SPAL             | 0 – 0 | Catania | Stadio Comunale\| Arbitro: \| Branzoni (Pavia) \| |
| Arbitro:                              | Branzoni (Pavia) |       |         |                                                   |

| Arbitro: | Levrero (Genova) |

|             |           |  |
| Rizzati 49’ | Marcatori |  |

| Ferrara 3 marzo 1974 23ª giornata | SPAL          | 0 – 0 | Ascoli | Stadio Comunale\| Arbitro: \| Motta (Monza) \| |
| Arbitro:                          | Motta (Monza) |       |        |                                                |

| Arbitro: | Bernardis (Roma) |

|             |           |          |
| Incalza 56’ | Marcatori | 71’ Rufo |

| Arbitro: | Mascali (Desenzano del Garda) |

|                                 |           |              |
| Gambin 49’ Pezzato 65’ Rufo 82’ | Marcatori | 57’ Stanzial |

| Arbitro: | Gonella (Torino) |

|                      |           |           |
| Gorin 19’ Bonafè 30’ | Marcatori | 31’ Goffi |

| Ferrara 31 marzo 1974 27ª giornata | SPAL               | 0 – 0 | Catanzaro | Stadio Comunale\| Arbitro: \| Cantelli (Firenze) \| |
| Arbitro:                           | Cantelli (Firenze) |       |           |                                                     |

| Arbitro: | Calì (Roma) |

|             |           |            |
| Pezzato 13’ | Marcatori | 87’ Traini |

| Arbitro: | Turiano (Reggio Calabria) |

|  |           |                                |
|  | Marcatori | 15’ (aut.) Codraro 29’ Pezzato |

| Arbitro: | Angonese (Mestre) |

|  |           |             |
|  | Marcatori | 89’ Zandoli |

| Bari 28 aprile 1974 31ª giornata | Bari                          | 0 – 0 | SPAL | Stadio della Vittoria\| Arbitro: \| Mascali (Desenzano del Garda) \| |
| Arbitro:                         | Mascali (Desenzano del Garda) |       |      |                                                                      |

| Arbitro: | Trono (Torino) |

|  |           |                        |
|  | Marcatori | 16’ Gambin 34’ Pezzato |

| Arbitro: | Barbaresco (Cormons) |

|  |           |                          |
|  | Marcatori | 36’ Gritti 39’ Garritano |

| Arbitro: | Benedetti (Roma) |

|                                       |           |  |
| Scarpa 56’ Vitulano 67’ Innocenti 90’ | Marcatori |  |

| Arbitro: | Lanzetti (Viterbo) |

|                                   |           |                   |
| Donati 65’, 89’ Gambin 82’ (rig.) | Marcatori | 17’ (rig.) Macciò |

| Arbitro: | Pieri (Genova) |

|             |           |  |
| Mujesan 17’ | Marcatori |  |

| Arbitro: | R. Lattanzi (Roma) |

|               |           |                             |
| Farinelli 57’ | Marcatori | 33’, 45’ Bertuzzo 40’ Salvi |

| Arbitro: | Testuzza (Genova) |

|                 |           |  |
| Enzo 40’ (rig.) | Marcatori |  |

### Coppa Italia

#### Primo turno
| Arbitro: | Lazzaroni (Milano) |

|                                |           |                                   |
| Vallongo 7’ (rig.) Mujesan 79’ | Marcatori | 19’, 60’ Pezzato 40’, 70’ Vecchiè |

| Arbitro: | Gussoni (Tradate) |

|  |           |                                                   |
|  | Marcatori | 18’, 76’ (rig.) Cuccureddu 58’, 89’, 87’ Anastasi |

| Arbitro: | Lenardon (Siena) |

|                       |           |                     |
| Donati 2’ Pezzato 68’ | Marcatori | 78’ (rig.) Colautti |

| Arbitro: | Lupi (Genova) |

|  |           |            |
|  | Marcatori | 9’ Pezzato |

## Statistiche

### Statistiche di squadra
| Competizione | Punti | In casa | In casa | In casa | In casa | In casa | In casa | In trasferta | In trasferta | In trasferta | In trasferta | In trasferta | In trasferta | Totale | Totale | Totale | Totale | Totale | Totale | DR |
| Competizione | Punti | G       | V       | N       | P       | Gf      | Gs      | G            | V            | N            | P            | Gf           | Gs           | G      | V      | N      | P      | Gf     | Gs     | DR |
| ------------ | ----- | ------- | ------- | ------- | ------- | ------- | ------- | ------------ | ------------ | ------------ | ------------ | ------------ | ------------ | ------ | ------ | ------ | ------ | ------ | ------ | -- |
| Serie B      | 38    | 19      | 7       | 8       | 4       | 17      | 14      | 19           | 4            | 8            | 7            | 12           | 18           | 38     | 11     | 16     | 11     | 29     | 32     | -3 |
| Coppa Italia | 6     | 2       | 1       | 0       | 1       | 2       | 6       | 2            | 2            | 0            | 0            | 5            | 2            | 4      | 3      | 0      | 1      | 7      | 8      | -1 |
| Totale       |       | 21      | 8       | 8       | 5       | 19      | 20      | 21           | 6            | 8            | 7            | 17           | 20           | 42     | 14     | 16     | 12     | 36     | 40     | -4 |

### Statistiche dei giocatori
| Giocatore     | Serie B  | Serie B | Serie B     | Serie B    | Coppa Italia | Coppa Italia | Coppa Italia | Coppa Italia | Totale   | Totale | Totale      | Totale     |
| Giocatore     | Presenze | Reti    | Ammonizioni | Espulsioni | Presenze     | Reti         | Ammonizioni  | Espulsioni   | Presenze | Reti   | Ammonizioni | Espulsioni |
| ------------- | -------- | ------- | ----------- | ---------- | ------------ | ------------ | ------------ | ------------ | -------- | ------ | ----------- | ---------- |
| G. Boldrini   | 37       | 0       | ?           | ?          | ?            | ?            | ?            | ?            | 37+      | 0+     | ?           | ?          |
| E. Cairoli    | 1        | 0       | ?           | ?          | ?            | ?            | ?            | ?            | 1+       | 0+     | ?           | ?          |
| G. Colzato    | 35       | 0       | ?           | ?          | ?            | ?            | ?            | ?            | 35+      | 0+     | ?           | ?          |
| E. Croci      | 37       | 0       | ?           | ?          | ?            | ?            | ?            | ?            | 37+      | 0+     | ?           | ?          |
| F. Donati     | 36       | 4       | ?           | ?          | ?            | ?            | ?            | ?            | 36+      | 4+     | ?           | ?          |
| G. Farinelli  | 5        | 1       | ?           | ?          | ?            | ?            | ?            | ?            | 5+       | 1+     | ?           | ?          |
| F. Fattori    | 7        | -8      | ?           | ?          | ?            | ?            | ?            | ?            | 7+       | -8+    | ?           | ?          |
| G. Gambin     | 14       | 3       | ?           | ?          | ?            | ?            | ?            | ?            | 14+      | 3+     | ?           | ?          |
| F. Goffi      | 31       | 5       | ?           | ?          | ?            | ?            | ?            | ?            | 31+      | 5+     | ?           | ?          |
| F. Lievore    | 26       | 0       | ?           | ?          | ?            | ?            | ?            | ?            | 26+      | 0+     | ?           | ?          |
| R. Marconcini | 31       | -24     | ?           | ?          | ?            | ?            | ?            | ?            | 31+      | -24+   | ?           | ?          |
| L. Mongardi   | 35       | 2       | ?           | ?          | ?            | ?            | ?            | ?            | 35+      | 2+     | ?           | ?          |
| D. Pelliccia  | 6        | 0       | ?           | ?          | ?            | ?            | ?            | ?            | 6+       | 0+     | ?           | ?          |
| F. Pezzato    | 38       | 9       | ?           | ?          | ?            | ?            | ?            | ?            | 38+      | 9+     | ?           | ?          |
| R. Rebonato   | 1        | 0       | ?           | ?          | ?            | ?            | ?            | ?            | 1+       | 0+     | ?           | ?          |
| E. Rinero     | 24       | 0       | ?           | ?          | ?            | ?            | ?            | ?            | 24+      | 0+     | ?           | ?          |
| G. Romano     | 7        | 0       | ?           | ?          | ?            | ?            | ?            | ?            | 7+       | 0+     | ?           | ?          |
| M. Rufo       | 31       | 3       | ?           | ?          | ?            | ?            | ?            | ?            | 31+      | 3+     | ?           | ?          |
| M. Tartari    | 8        | 0       | ?           | ?          | ?            | ?            | ?            | ?            | 8+       | 0+     | ?           | ?          |
| E. Vecchiè    | 35       | 0       | ?           | ?          | ?            | ?            | ?            | ?            | 35+      | 0+     | ?           | ?          |